# La Chavanne
La Chavanne ist eine französische Gemeinde mit 725 Einwohnern (Stand: 1. Januar 2022) im Département Savoie in der Region Auvergne-Rhône-Alpes. Sie gehört zum Kanton Montmélian im Arrondissement Chambéry und ist Mitglied im Gemeindeverband Cœur de Savoie.

## Lage
La Chavanne liegt etwa 14 Kilometer südöstlich von Chambéry und etwa 48 km nordnordöstlich von Grenoble. Die Isère begrenzt die Gemeinde im Norden und Westen. Nachbargemeinden von La Chavanne sind Montmélian im Norden und Westen, Planaise im Osten und Nordosten sowie Sainte-Hélène-du-Lac im Süden und Osten.
Durch die Gemeinde führt die Autoroute A43. 

## Bevölkerungsentwicklung
| Jahr                       | 1962 | 1968 | 1975 | 1982 | 1990 | 1999 | 2006 | 2018 |
| -------------------------- | ---- | ---- | ---- | ---- | ---- | ---- | ---- | ---- |
| Einwohner                  | 176  | 193  | 208  | 269  | 332  | 393  | 564  | 735  |
| Quellen: Cassini und INSEE |      |      |      |      |      |      |      |      |

## Sehenswürdigkeiten
- Kirche Saint-Michel
- Brunnen Saint-Méen
- Brücke von Morens über die Isère aus dem 17. Jahrhundert, seit 1985 Monument historique

## Weblinks

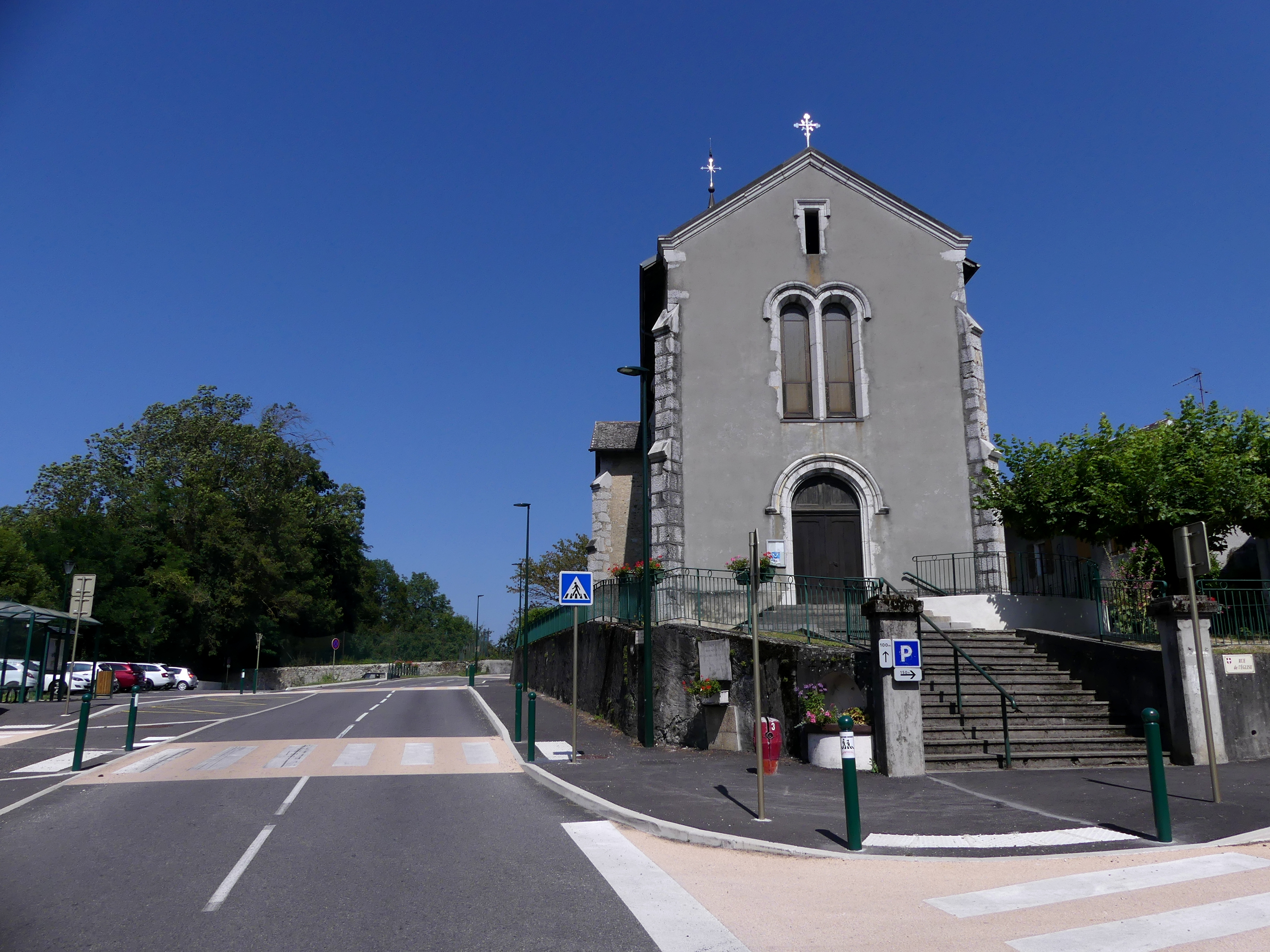
Kirche Saint-Michel

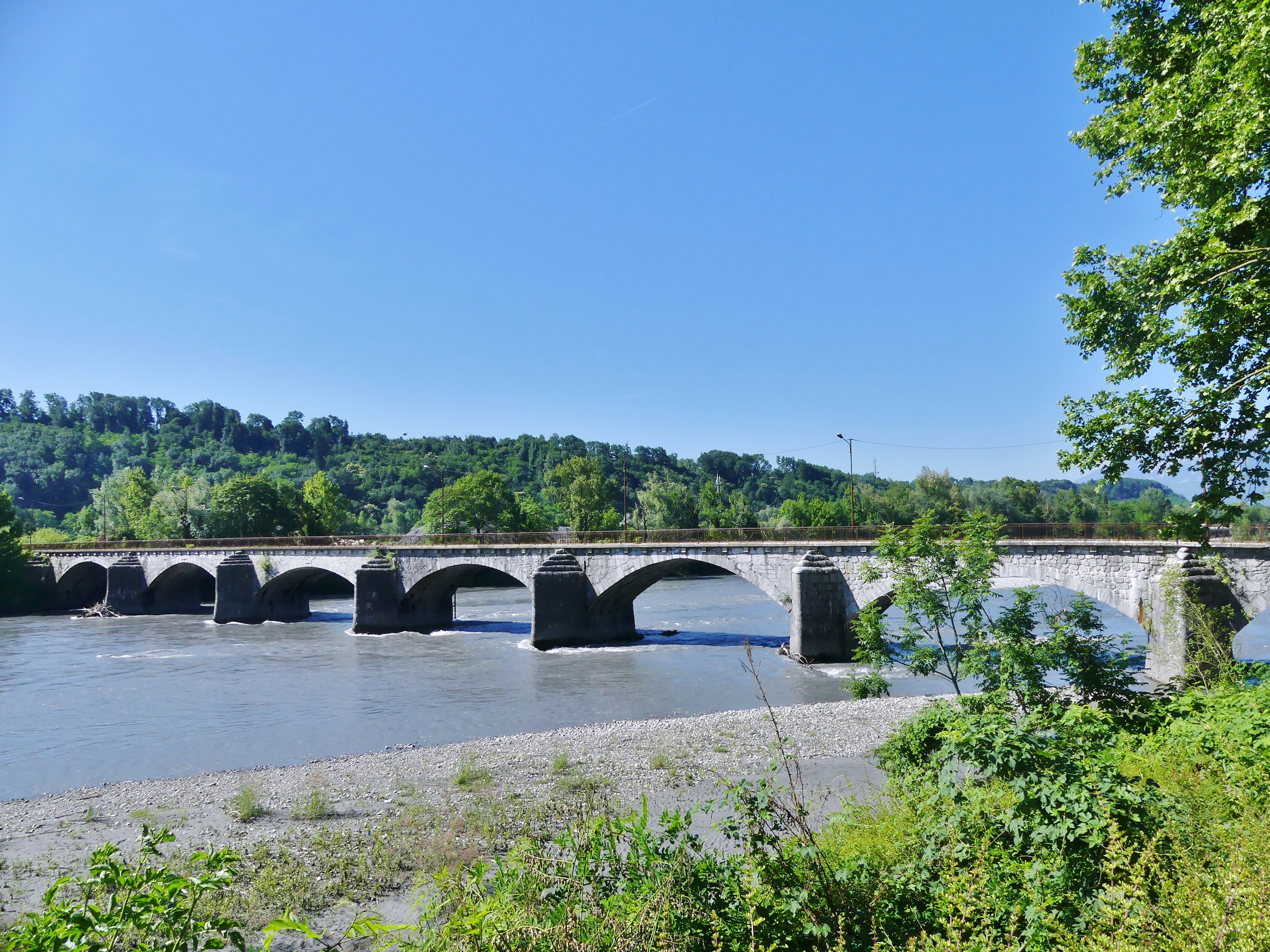
Brücke von Morens